# Luqiao (köpinghuvudort i Kina, Shaanxi, lat 34,69, long 108,92)
Luqiao (kinesiska: 鲁桥, 鲁桥镇) är en köpinghuvudort i Kina. Den ligger i provinsen Shaanxi, i den nordvästra delen av landet, omkring 46 kilometer norr om provinshuvudstaden Xi'an. Antalet invånare är 24 871. Befolkningen består av 12 334 kvinnor och 12 537 män. Barn under 15 år utgör 11,0 %, vuxna 15-64 år 79 %, och äldre över 65 år 8,0 %.
Runt Luqiao är det tätbefolkat, med 636 invånare per kvadratkilometer. Närmaste större samhälle är Jinggan, 18,8 km söder om Luqiao. Trakten runt Luqiao består till största delen av jordbruksmark.
Genomsnittlig årsnederbörd är 619 millimeter. Den regnigaste månaden är september, med i genomsnitt 142 mm nederbörd, och den torraste är december, med 1 mm nederbörd.